# أرماندو كالديرون سول
أرماندو كالديرون سول (بالإسبانية: Armando Calderón Sol)‏‏ (24 يونيو 1948 - 9 أكتوبر 2017) هو سياسي، ومحام من السلفادور ولد في سان سلفادور.

## روابط خارجية
- أرماندو كالديرون سول على موقع الموسوعة البريطانية (الإنجليزية)
- أرماندو كالديرون سول على موقع مونزينجر (الألمانية)